# Upstate California

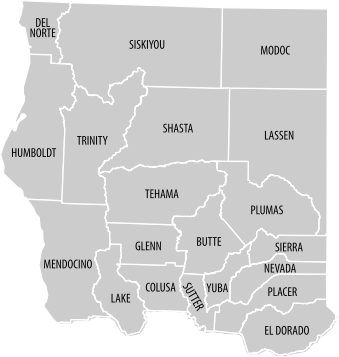
De county's van Upstate California

Upstate California (Upstate Californië) is een regio in de Amerikaanse staat Californië die de twintig meest noordelijke county's omvat. In feite beslaat dit gebied, zo'n 120.000 km² groot, met ongeveer 1.600.000 inwoners, zowat alles in Californië ten noorden van de San Francisco Bay Area en Sacramento. De naam "Upstate California" werd in 2001 gekozen om de regio, los van San Francisco en Sacramento, te promoten en is slechts in erg beperkte mate bekend bij het grote publiek. De naam Northstate komt ook wel voor en een aantal instanties gebruiken de naam Far NorCal.
Upstate California is voornamelijk landelijk. Upstate Californië komt overeen met de noordelijke helft van Noord-Californië (Northern California). Grote stukken van de Californische noordkust, de Sacramento-vallei en de Sierra Nevada vallen binnen het gebied. De Shasta Cascades liggen centraal in Upstate California. De grootste steden zijn Roseville, Redding, Chico, Yuba City en Eureka. De slapende vulkaan Mount Shasta (4.322 m) in Siskiyou County is de hoogste berg. Lassen Volcanic en Redwood National Park zijn twee federaal beschermde parken in de regio.

## Geschiedenis

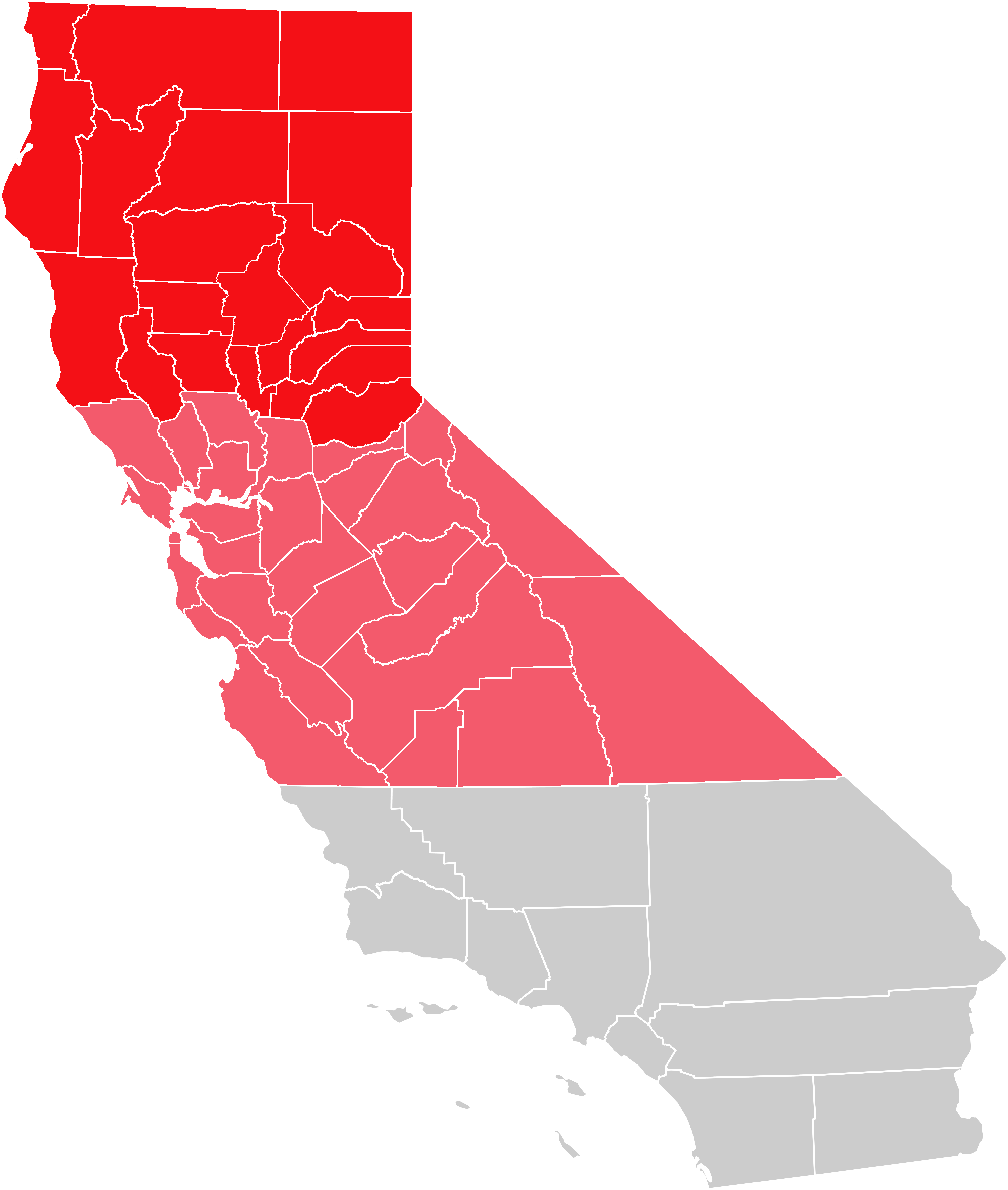
Kaart van Californië met de Upstate-regio in het donkerrood. De lichtrode county's vormen samen met de donkerrode Noord-Californië.

Upstate California staat voor de meer landelijke regio ten noorden van de grote metropolen van Northern California. Die laatste term omhelst ook de San Francisco Bay Area en Sacramento. De regio ten noorden van Sacramento noemde zichzelf traditioneel Northstate, om duidelijk te maken dat het om een andere, meer noordelijke streek ging dan het Northern California waartoe ook San Francisco en Sacramento behoren. De term Northstate werd echter niet of amper overgenomen door de andere Californiërs. De North Coast, dat de county's aan de kust ten noorden van San Francisco beslaat, had een gelijkaardig probleem, omdat de term ook de county's van de Bay Area omvatte. In 2001 kozen de twintig meest noordelijke county's ervoor om voor hun lokale organisaties voor de economische ontwikkeling van de regio een naam te kiezen waar geen "north" in voorkwam. Met de naam "Upstate California" speelden ze slim in op de herkenbaarheid van Upstate New York.

Vlag van de voorgestelde State of Jefferson in Oregon en Californië

Upstate California heeft in haar geschiedenis al meermaals geprobeerd haar eigenheid en identiteit te bevestigen. Er zijn al voorstellen geweest om van de regio een aparte staat te maken. Zo was er in 1941 een voorstel om de State of Jefferson te vormen, waartoe vier county's van Oregon en drie van Californië zouden behoren. Het voorstel was behoorlijk populair bij de lokale bevolking, maar strandde snel toen de aanval op Pearl Harbor op 7 december 1941 de kwestie op de achtergrond schoof. In de jaren 90 was er een gelijkaardig voorstel.
De promotiecampagne naar aanleiding van de nieuwe naam "Upstate California", gelanceerd op 10 september 2001, kreeg met een gelijkaardig probleem als in 1941 te maken. Eén dag na de lancering, vonden de terroristische aanslagen van 9/11 plaats. Ondanks de trage start, is het gebruik van de term sterk toegenomen. Verschillende overheidsagentschappen alsook de Universiteit van Californië hebben regionale afdelingen met de naam "Upstate California".

## Geografie

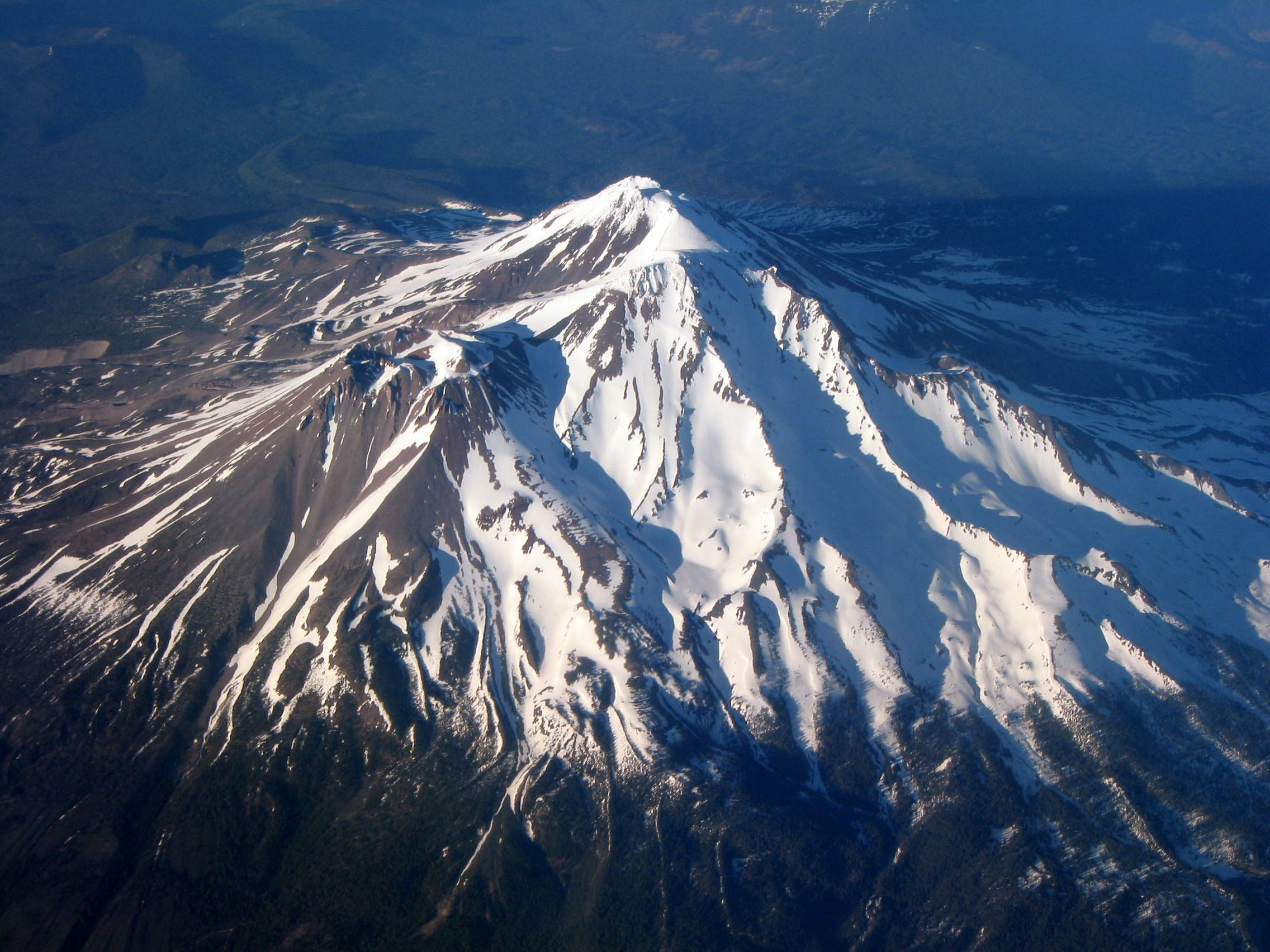
Mount Shasta, de hoogste berg van Norhern en Upstate California

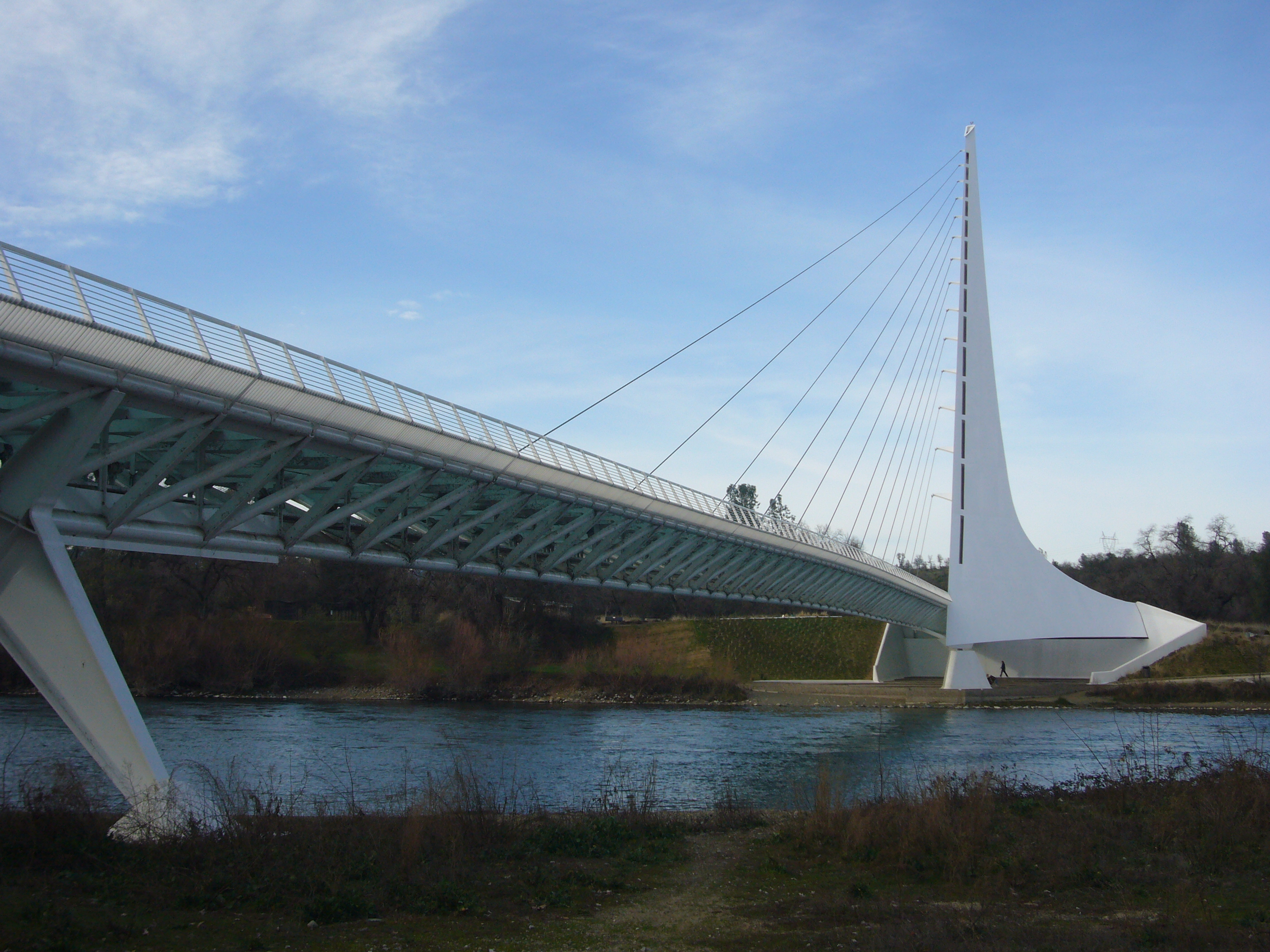
De Sundial Bridge in Redding, ontworpen door de beroemde Spaanse architect Santiago Calatrava

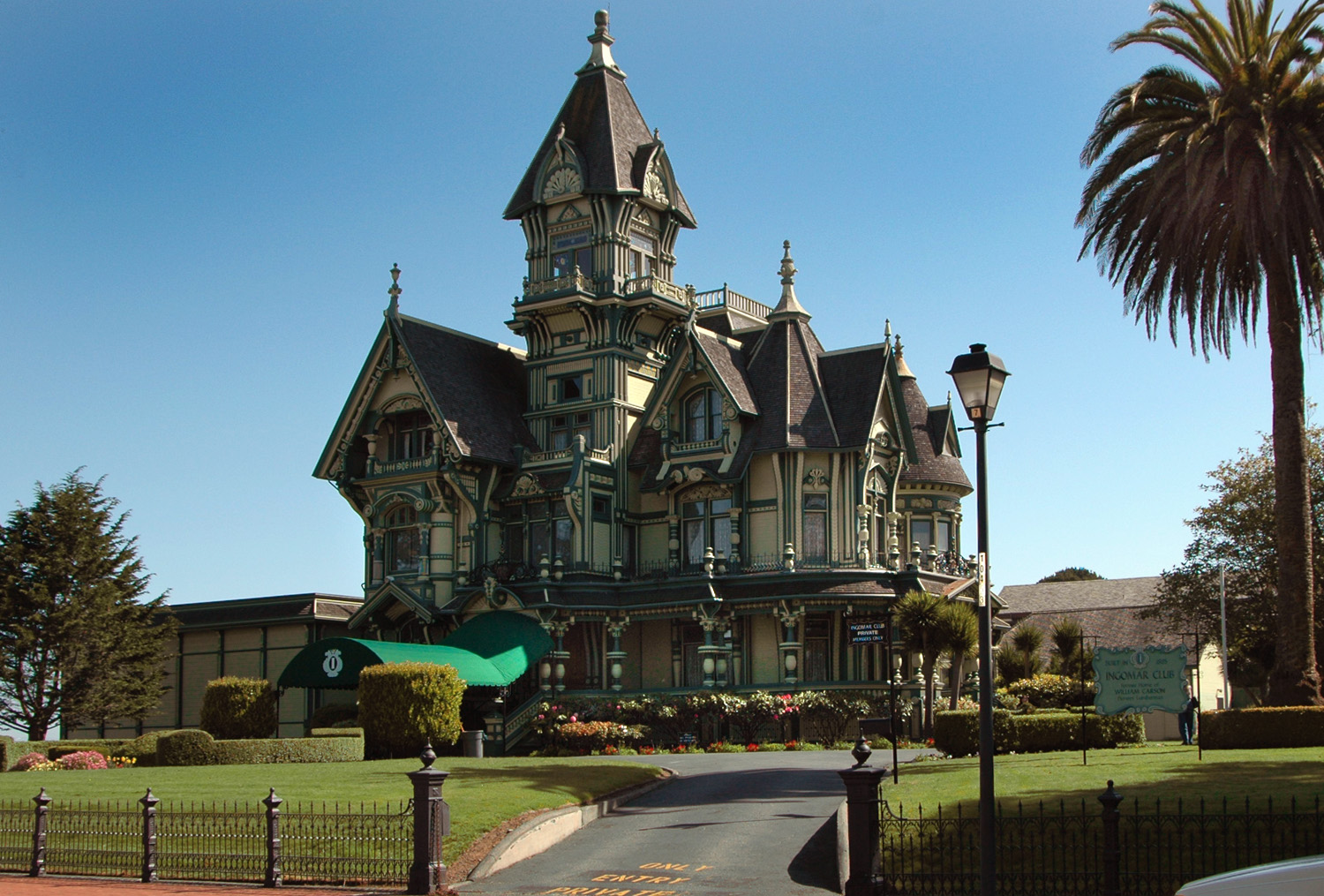
Carson Mansion, een Victoriaanse villa, in Eureka

Op een kaart van Californië kan je Upstate California herkennen als het gebied boven de denkbeeldige lijn tussen Point Arena en Lake Tahoe. De zuidgrens van de regio valt samen met de zuidgrenzen van ieder van de county's van Mendocino tot El Dorado County. Het is bijgevolg gelijk aan de noordelijke helft van Noord-Californië.
De Sacramento Valley is het dichtst bewoonde gebied. De vallei wordt langs het westen door het Californisch Kustgebergte afgebakend, door de Shasta Cascade-regio in het noorden en door de Sierra Nevada in het oosten. De meest oostelijke county's in de Sierra behoren tot de bergachtige woestijnen van het Grote Bekken. Lake Tahoe watert ook naar het Grote Bekken af.
Geografische oriëntatiepunten in Upstate California zijn de bossen met kustmammoetbomen, Lake Tahoe en de vulkanen Mount Shasta (4.322 m) en Lassen Peak (3.189 m). Die laatste barstte nog uit in 1917.

### County's
Onderstaande county's van Californië maken deel uit van Upstate California:
| - Butte - Colusa - Del Norte - El Dorado - Glenn - Humboldt - Lake - Lassen - Mendocino - Modoc | - Nevada - Placer - Plumas - Shasta - Sierra - Siskiyou - Sutter - Tehama - Trinity - Yuba |

### Steden
Steden in Upstate California met meer dan 10.000 inwoners zijn:
| Stad             | County    | Inwoners (2010) |
| ---------------- | --------- | --------------- |
| Roseville        | Placer    | 118.788         |
| Redding          | Shasta    | 89.861          |
| Chico            | Butte     | 86.187          |
| Yuba City        | Sutter    | 36.758          |
| Eureka           | Humboldt  | 27.191          |
| South Lake Tahoe | El Dorado | 23.609          |
| Ukiah            | Mendocino | 15.497          |
| Susanville       | Lassen    | 13.541          |
| Red Bluff        | Tehama    | 13.147          |
| Oroville         | Butte     | 13.004          |
| Auburn           | Placer    | 12.462          |
| Marysville       | Yuba      | 12.268          |

## Politiek
Californië is traditioneel een Democratische staat. Sinds 1992 heeft Californië in iedere presidentsverkiezing voor de Democratische kandidaat gekozen. Zoals elders in de VS, bestaat er tweedeling tussen het meer conservatieve platteland en de progressievere steden. Upstate California is een redelijk landelijke streek met een lage bevolkingsdichtheid, en is meestal Republikeinser dan andere delen van Californië.